# Djat'kovskij rajon
Il Djat'kovskij rajon (in russo Дятьковский район?) è un rajon dell'Oblast' di Brjansk, nella Russia europea; il capoluogo è Djat'kovo.